# Plectranthus zernyi
Plectranthus zernyi là một loài thực vật có hoa trong họ Hoa môi. Loài này được Gilli miêu tả khoa học đầu tiên năm 1973.